# Franz von Kobell

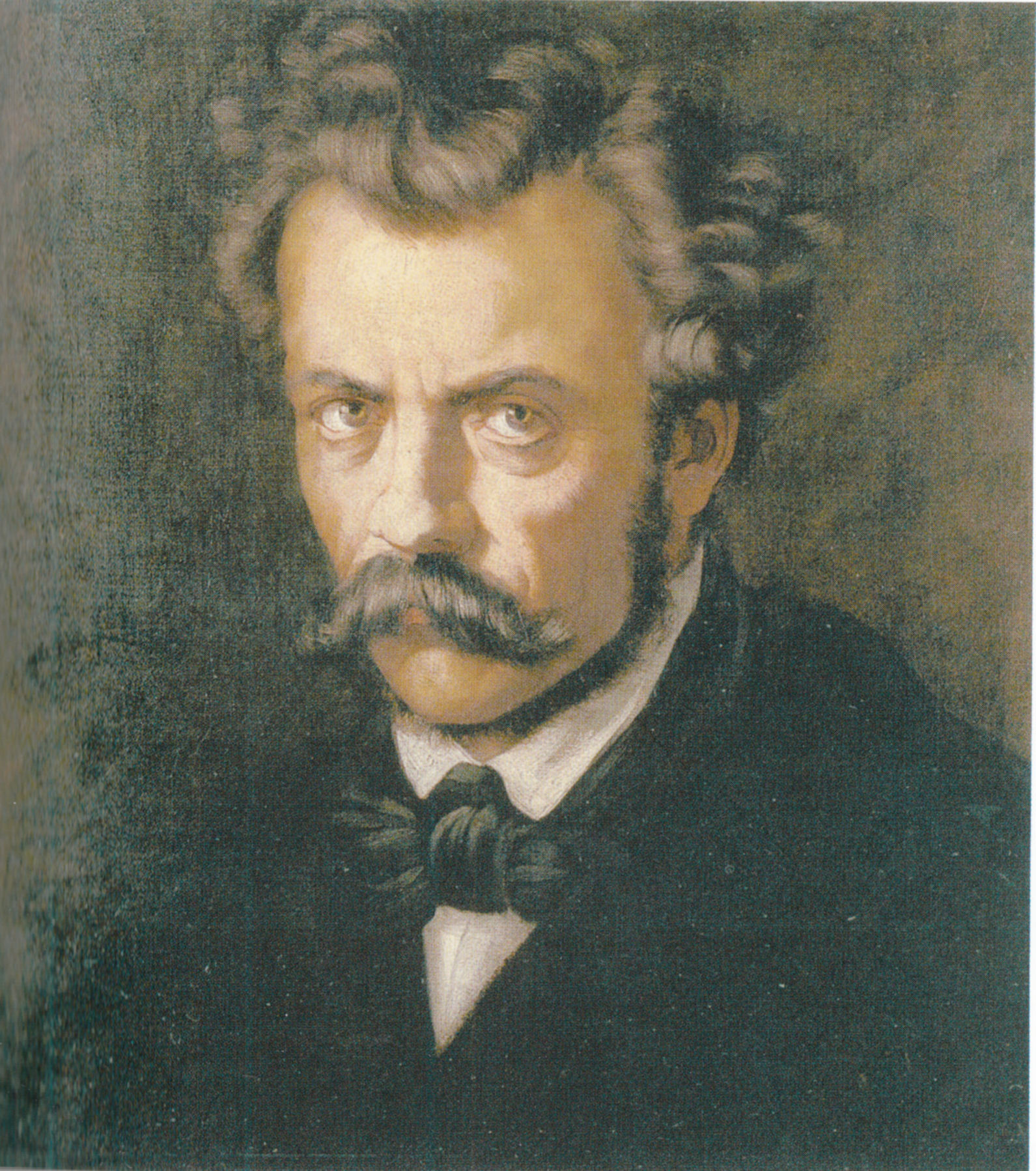
Franz von Kobell porträtterad av Joseph Schlotthauer.

Franz Wolfgang von Kobell, född 19 juni 1803, död 11 november 1882, var en tysk mineralog och folkskald.
Kobell blev 1826 extra ordinarie och 1834 ordinarie professor vid universitetet i München samt 1856 konservator för de mineralogiska statssamlingarna. Kobell verkade framgångsrikt som lärare, och hans läroböcker var mycket använda. Bland dessa märks Lehrbuch der Mineralogie (1838), Tafeln zur Bestimmung der Mineralien durch chemische Versuche (1833, 17:e upplagan 1921) och Geschichte der Mineralogie 1650-1860 (1864). Som skönlitterär författare begagnade han företrädesvis folkmål, både pfalziskt och gammalbayerskt, och skrev såvål episka dikter som dramatiska arbeten och folkliga prosastycken.